# 東勢湖
東勢湖，是臺灣嘉義縣民雄鄉的一個傳統地域名稱，位於該鄉中部略偏北。相較於今日行政區，其範圍大致與東湖村相近。

## 歷史
台灣日治初期，東勢湖地區為一街庄（舊制街庄），稱為「東勢湖庄」，隸屬於打貓南堡。該庄北及東北與好收庄為鄰，東南與新庄子庄為鄰，南邊為鴨母坔庄，西邊為打貓街。
1901年（日治明治三十四年）11月11日，全台設置二十廳，該庄隸屬於嘉義廳。1904年（明治三十七年）2月15日，該庄編入「打貓區」，隸屬於嘉義廳。1909年（明治四十二年）10月25日，全台整併二十廳為十二廳，該庄仍隸屬於嘉義廳。1910年（明治四十三年）1月18日，各區管轄區域調整，該庄仍隸屬於嘉義廳的「打貓區」。
1920年（大正九年）10月1日，全台廢十二廳改設五州二廳，該庄改制為「東勢湖」大字，隸屬於臺南州嘉義郡民雄庄（新制街庄）。
戰後民雄庄改制為民雄鄉，隸屬於臺南縣，大字亦改制為村。1950年（民國39年）10月，雲、嘉、南分治，民雄鄉改隸屬於嘉義縣。

## 聚落
本地區發展較早的聚落為東勢湖，在日治期初期的官方地圖上已有記載。

## 交通
省道台1線又稱「縱貫公路」，是臺北至楓港的傳統平面幹道，經過本地區西部邊界地帶。由該道路北行可前往民雄鄉民雄市區、溪口鄉東端、大林鎮、雲林縣大埤鄉/斗南鎮交界、斗南鎮等地，南行可前往嘉義市、水上鄉、臺南市後壁區、新營區等地。
縣道162乙線是大林至大崎的道路，經過本地區東南部邊界地帶北段。由該道路北行可前往大林鎮大林市區南側，並止於縣道162號轉角路口暨鄉道嘉99線路口；南行可前往大崎腳地區，並止於縣道166號路口。
縣道164號是金湖至民雄（實際終點在新庄子）的道路，經過本地區東勢湖聚落南郊。由該道路西行可前往民雄鄉民雄市區南側、新港鄉、六腳鄉東北端、北港鎮、水林鄉、口湖鄉，並止於新港（金湖）聚落東側的省道台17線路口暨省道台61線（西部濱海快速公路）口湖交流道；東行可前往新庄子地區西南部，並止於縣道162乙線轉角路口。
鄉道嘉84線是民雄至東勢湖的道路。
鄉道嘉105線是虎尾寮至北勢仔的道路。
鄉道嘉107線是民雄至溪底寮的道路。